# Perymenium beckeri
Perymenium beckeri là một loài thực vật có hoa trong họ Cúc. Loài này được J.J.Fay miêu tả khoa học đầu tiên năm 1978.